# 欅って、書けない?
『欅って、書けない?』（けやきって かけない、略称：けやかけ）は、テレビ東京で2015年10月5日から2020年10月12日まで毎週月曜日 0:35 - 1:05に放送されていた欅坂46の冠バラエティ番組である。

## 概要
欅坂46の初冠番組。2015年9月、欅坂46の仮設サイト（現・公式サイト）で放送予定が発表、グループ結成から2か月後となる2015年10月5日（同4日深夜）にテレビ東京で放送開始。乃木坂46の冠番組『乃木坂工事中』（テレビ愛知制作）の後、5分間のミニ枠を挟んで放送されていた。
番組収録は、2015年10月5日の初回放送から同年12月14日の第11回放送まで都内各所のハウススタジオで行われていたが、翌週21日の第12回放送から東京メディアシティで行われていた。2019年4月8日の第175回から2代目スタジオセットを変更。シングルの歌唱メンバーとフォーメーション、グループに関する公式発表を行う場を伴っていた。
2017年8月28日、番組初の特番となる拡大1時間SPを放送。
欅坂46が「櫻坂46」と改称するのに伴い、2020年10月12日放送をもって番組終了。翌週19日から番組タイトルを『そこ曲がったら、櫻坂?』にリニューアルし、放送開始。MCの土田と澤部もリニューアル後も継続して出演する。
これまでに放送されていた、もしくは現在も放送されているテレビ東京系の「坂道シリーズ」の番組の中で唯一、DVD及びBlu-rayの発売が行われていない。

## 企画
シングル選抜発表
発売を控えているシングル表題曲の選抜メンバーを発表する。
シングルキャンペーン
発売されたシングルのヒットを祈願するためにメンバーがさまざまなロケに挑戦する。
|     | 放送日                | 回        | 内容 |
| --- | --------------------- | --------- | --- |
| 1st | 2016年 3月28日 4月4日 | #26 #27   | グループをより多くの人に知ってもらうため芸人の元を訪れ、ラジオやテレビなどで宣伝してもらうために交渉する。                                                                             |
| 2nd | 8月8日                | #43       | 愛をテーマに写真でTwitterを愛で埋め尽くそうというキャンペーン。メンバーやファンがアップした写真の中から反響の大きかったものを紹介する。                                                |
| 3rd | 12月5日               | #59       | 新曲をかけたい、中学・高校の放送部を募集し曲の感想を聞く。また、相模女子大学中学部・高等部をサプライズで訪れ、二人セゾンを披露。                                                       |
| 3rd | 12月12日              | #60       | ヒットキャンペーン第2弾として、京都で実施。烏丸線チームと東西線チームに分かれ、烏丸線と東西線の駅合わせて32駅にポスターを貼り、1人ずつサインする。また、いくつか司令を受けそれを行う。 |
| 4th | 2017年 4月3日         | #75       | 4thシングルキャンペーンとして、メンバーがポスター用の画像やコメントを撮影し、渋谷109にポスターを貼りサインを書き、普通のポスターが渋谷の14か所に貼られた。                             |
| 5th | 10月23日              | #102      | 今回はけやき坂46の2期生が岐阜県阿木へ行き風神神社でヒット祈願を行う。道中出会った人に宣伝活動をした。その後木曽郡の清滝で滝行を行い、ヒット祈願をした。                                |
| 6th | 2018年 3月5日 13日    | #120 #121 | 日頃から欅坂46を応援してくれている著名人の元へ伺い新曲を届け、お礼をするついでにPRもお願いする。                                                                                       |
| 8th | 2019年 2月25日        | #169      | 北軽井沢で滝行を行った。安全面を考慮し、1期生から8人が行った。 |

澤部賞
MCの澤部佑がメンバーに自腹で何かを買ってあげるという制度。また、第252回（2020年10月5日放送）｢けやかけ大清算SP 前半｣で原田葵、井上梨名、武元唯衣の3人に澤部賞が進呈されることになったが、何を買ってあげたかは、不明。
| 放送日                | 回             | メンバー                   | 商品                              | 脚注                 |
| --------------------- | -------------- | -------------------------- | --------------------------------- | -------------------- |
| 2018年 11月26日       | #157           | 織田奈那                   | 香水                              | [ 23 ]               |
| 2018年 11月26日       | #157           | 土生瑞穂 小池美波          | ハンドクリーム                    | [ 23 ]               |
| 2018年 11月26日       | #157           | 鈴本美愉 佐藤詩織 菅井友香 | 愛犬グッズ                        | [ 23 ]               |
| 2018年 11月26日       | #157           | 渡辺梨加                   | プラネタリウム                    | [ 23 ]               |
| 2018年 11月26日       | #157           | 尾関梨香                   | ドライヤー                        | [ 23 ]               |
| 2018年 11月26日       | #157           | 長沢菜々香 今回のメンバー  | しゃぶしゃぶ                      | [ 23 ]               |
| 2020年 4月27日 5月4日 | #229 #230      | 石森虹花                   | エスプレッソマシン                | [ 24 ] [ 20 ]        |
| 2020年 4月27日 5月4日 | #229 #230      | 上村莉菜                   | サイクロン掃除機バッテリー        | [ 24 ] [ 20 ]        |
| 2020年 4月27日 5月4日 | #229 #230      | 松田里奈                   | 小顔セット                        | [ 24 ] [ 20 ]        |
| 2020年 4月27日 5月4日 | #229 #230      | 小林由依                   | トゥルースリーパー セブンスピロー | [ 24 ] [ 20 ]        |
| 2020年 4月27日 5月4日 | #229 #230      | 齋藤冬優花                 | タニタのinner Scan DUAL           | [ 24 ] [ 20 ]        |
| 2020年 4月27日 5月4日 | #229 #230      | 小池美波                   | ブランケット                      | [ 24 ] [ 20 ]        |
| 2020年 4月27日 5月4日 | #229 #230      | 守屋茜                     | DysonPure Cool Me                 | [ 24 ] [ 20 ]        |
| 7月20日 27日 8月3日   | #241 #242 #243 | 武元唯衣                   | ポケットモンスター ソード         | [ 25 ] [ 26 ] [ 21 ] |
| 7月20日 27日 8月3日   | #241 #242 #243 | 森田ひかる                 | メッソン等身大ぬいぐるみ          | [ 25 ] [ 26 ] [ 21 ] |
| 7月20日 27日 8月3日   | #241 #242 #243 | 藤吉夏鈴                   | ストロータンブラー                | [ 25 ] [ 26 ] [ 21 ] |
| 7月20日 27日 8月3日   | #241 #242 #243 | 菅井友香                   | 喋る地球儀                        | [ 25 ] [ 26 ] [ 21 ] |
| 7月20日 27日 8月3日   | #241 #242 #243 | 関有美子                   | カガミクリスタルのタンブラー      | [ 25 ] [ 26 ] [ 21 ] |
| 7月20日 27日 8月3日   | #241 #242 #243 | 大沼晶保                   | ベンジャミンの木                  | [ 25 ] [ 26 ] [ 21 ] |
| 7月20日 27日 8月3日   | #241 #242 #243 | 大園玲                     | オルゴール                        | [ 25 ] [ 26 ] [ 21 ] |
| 7月20日 27日 8月3日   | #241 #242 #243 | 佐藤詩織                   | テーブルランプ                    | [ 25 ] [ 26 ] [ 21 ] |
| 7月20日 27日 8月3日   | #241 #242 #243 | 田村保乃                   | 頭皮マッサージ器                  | [ 25 ] [ 26 ] [ 21 ] |

欅坂46 じぶんヒストリー
第30回からスタート。誕生日を迎えたメンバー（漢字欅）が自分自身の歴史「じぶんヒストリー」を語る。第70回でメンバー全員分の発表が終了。

## 出演者

### レギュラー
2020年10月12日（最終回放送日）時点
- MC
  - 土田晃之
  - 澤部佑（ハライチ）
- 欅坂46[29]
  - 1期生：上村莉菜、尾関梨香、小池美波、小林由依、齋藤冬優花、佐藤詩織[注 13]、菅井友香、土生瑞穂、原田葵、守屋茜、渡辺梨加、渡邉理佐[33]
  - 2期生：井上梨名、関有美子、武元唯衣、田村保乃、藤吉夏鈴、松田里奈、松平璃子、森田ひかる、山﨑天、遠藤光莉、大園玲、大沼晶保、幸阪茉里乃、増本綺良、守屋麗奈

過去の出演者
- 欅坂46[29][注 14]
  - 原田まゆ[33][注 15]、今泉佑唯[注 16][36]、志田愛佳[注 17][37]、米谷奈々未[38]、長濱ねる[注 18][42]、織田奈那[注 19][43]、鈴本美愉[注 20][43]、平手友梨奈[注 21]、長沢菜々香[注 22][45]、石森虹花[注 23]
- けやき坂46[注 24]
  - 井口眞緒、潮紗理菜、柿崎芽実、影山優佳、加藤史帆、金村美玖、河田陽菜、小坂菜緒、齊藤京子、佐々木久美、佐々木美玲、高瀬愛奈、高本彩花、富田鈴花[47]、丹生明里、濱岸ひより、東村芽依[48]、松田好花、宮田愛萌、渡邉美穂[49]

### ゲスト
- 岩井勇気（ハライチ） - 第9回「欅坂46 「お見立て会」潜入レポート!」にリポーターとして出演[50]。第26回「欅坂46 デビューシングルキャンペーン 〜芸人の力を借りて多くの人に知ってもらおう!〜」、第67回「秋の大運動会 ご褒美ロケ!」、第82回「澤部さんをお祝いしよう!」、第87回「真の大食いは誰なのか!? 大食いリベンジマッチ」、第102回「5thシングルヒット祈願!」にも出演[12]、第198回〜第199回「勝負の新選抜 勝って勝って勝ち癖をつけよう!」[51][52]
- 亜門虹彦（心理アナリスト） - 第10回「欅坂46を掘り下げよう 初めての心理テスト」で初出演[53]。以後、第86回・88回「私コレ、無理なんです発表会」[54][55]、第106回「××は○○しちゃうんです発表会」[56]、第152回「私の寝方発表会」[57]、第175回・176回「2期生を掘り下げろ 初めての心理テスト」にも出演[58][59]。
- 広海・深海 - 第24回「欅坂46 抜き打ちファッションチェック!」でメンバーの私服を判定[60]、第142回「真夏を乗り切れ!欅坂美容カウンセリング」にも出演。
- 流れ星
  - 瀧上伸一郎 - 第26〜27回「欅坂46 デビューシングルキャンペーン 〜芸人の力を借りて多くの人に知ってもらおう!〜」に出演[12]。
  - ちゅうえい - 第26〜27回「欅坂46 デビューシングルキャンペーン 〜芸人の力を借りて多くの人に知ってもらおう!〜」に出演[12]。第138回「これなら私が欅坂46で一番! 絶対に負けられない戦い!2018」にも出演。
- アンガールズ、永野、あばれる君、クマムシ、三四郎、ずん、井川修司（イワイガワ）、アルコ&ピース、おぎやはぎ、劇団ひとり、ジャルジャル、おかずクラブ、ピスタチオ、ペペ、トレンディエンジェル、ゴー☆ジャス - 第26〜27回「欅坂46 デビューシングルキャンペーン 〜芸人の力を借りて多くの人に知ってもらおう!〜」に出演[12]。
- REG-STYLE（TakumA・YUI） - 第36回「インテリ VS おバカちゃん ご褒美争奪バトル」の大縄跳び対決で出演[61]。
- 福田彩乃 - 第38回「欅坂46 モノマネ選手権」に出演[62]。
- ロッチ
  - 中岡 創一 - 第49回「おバカちゃんチーム ご褒美ロケ夏休み満喫ツアー」MCとして出演[63]。
  - コカド ケンタロウ  - 第49回「おバカちゃんチーム ご褒美ロケ夏休み満喫ツアー」MCとして出演[63]、第198回〜第199回「勝負の新選抜 勝って勝って勝ち癖をつけよう!」[51][52]。
- 菊地亜美 - 第50〜51回「わからない事は今のうちに聞いておこう!」に出演[64][65]。
- 児嶋一哉（アンジャッシュ） - 第52回「抜き打ち児嶋チェック!」に出演[66]。第63回「欅坂46 初ワンマンライブに密着」に出演[67]。第121回「6thシングルキャンペーン」にも出演[19]。
- 谷+1。 - 第56回「欅坂46 秋の大運動会!」、第103回と第105回「欅坂46vsけやき坂46 秋の大運動会!」でドローンカメラマンして出演[68]。
- TAKAHIRO（ダンサー） - 第63回「欅坂46 ワンマンライブに密着」でメンバーにダンスの振付を指導[67] 、第192回「たくさんの思い出をありがとう!長濱ねる卒業式」にVTR出演[42]。
- 平成ノブシコブシ
  - 徳井健太  - 第63回「欅坂46 初ワンマンライブに密着」に出演。第82回「澤部さんをお祝いしよう!」、第115回「新成人メンバーは大人になれているのか!? 大人度チェック」に出演[67]、第202回「ノブコブ吉村に共演NGを撤回してもらおう!」に出演[69]、第203回「目指せ!共演NG撤回 欅坂46VSノブコブ バラエティゲームバトル」に出演[70]。
  - 吉村崇 - 第134回「欅坂46 ガヤ養成講座」に出演[71]、第202回「ノブコブ吉村に共演NGを撤回してもらおう!」に出演[69]、第203回「目指せ!共演NG撤回 欅坂46VSノブコブ バラエティゲームバトル」に出演[70] 、第236回「メンバーが選ぶ！欅って、書けない？傑作選（4）」に電話出演[72]。
- ジャイアント白田（フードファイター） - 第87回「真の大食いは誰なのか!? 大食いリベンジマッチ」に出演[73]。
- 金田哲（はんにゃ） - 第96回「全国ツアー2017幕張メッセ公演に密着!」[74]、第143回「欅坂46 野外ライブ欅共和国2018の裏側大公開!」に出演[75]。
- クールポコ。 - 第112〜113回「漢字禁制! けやき坂46だらけの大新年会」に出演[76]。
- 十文字幻斎（催眠エンターテイナー）- 第113回「漢字禁制! けやき坂46だらけの大新年会」に出演[77]、 第214回「2020年私がやりたいこと発表会 後半」に出演[78]。
- 塚越友子（心理カウンセラー）- 第114〜115回「新成人メンバーは大人になれているのか!? 大人度チェック」に出演[79][80]。新成人メンバーのお礼メールなどを審査[79]。
- 田嶋大樹、ベッキー、本田翼 - 第120回「6thシングルキャンペーン」に出演[18]。
- 西川貴教 - 第120回「6thシングルキャンペーン」に出演[18]、第217回「私の地元にロケに来て!プレゼント大会!」にVTR出演 [81]。
- 中村勘九郎、枝野幸男 - 第121回「6thシングルキャンペーン」に出演[19]。
- サンシャイン池崎 - 第143回「欅坂46 野外ライブ欅共和国2018の裏側大公開!」[75]、第191回「欅共和国2019密着SP」[51]、第198回〜第199回「勝負の新選抜 勝って勝って勝ち癖をつけよう!」に出演[51][52]、第201回「欅坂46 東京ドームライブ密着SP」に出演[82]。
- 津田篤宏（ダイアン） - 第143回「欅坂46 野外ライブ欅共和国2018の裏側大公開!」に出演[75]。
- 古坂大魔王、X-GUN、BOOMER - 第147回「祝 土田晃之46歳 お誕生日をお祝いしよう!」に出演[83]。
- ノッチ（デンジャラス） - 第147回「祝 土田晃之46歳 お誕生日をお祝いしよう!」に出演[83]、第198回〜第199回「勝負の新選抜 勝って勝って勝ち癖をつけよう!」[51][52]。
- 尼神インター - 第172回「最近なんか変 土生の生態を知ろう!」にVTR出演[84]。
- 岡田圭右（ますだおかだ）- 第182回「目指せ全国放送? その前に関西弁を習得しよう!」に出演[85]。
- 伊沢拓司 - 第187〜188回「欅坂46VSクイズ王バトル」に出演[86][87]、第205〜206回「得意ジャンルでクイズバトル！クイズ王リベンジマッチ」[88][89]。
- 日向坂46（けやき坂46）1期生 - 第192回「たくさんの思い出をありがとう! 長濱ねる卒業式」にVTR出演[42]。
- 濱口善幸 - 第213回「2020年私がやりたいこと発表会」に出演[90]。
- フワちゃん - 第220回「超緊急企画! 守屋と2期生の仲を深めよう! 前半」に出演[91]。
- FISHBOY - 第232回「同期の絆で勝利をつかめ! 欅坂46 三つ巴対決! 後半」に出演[92]。
- 山本栄治（アンバランス） - 第249回「ハッピーバースデーツッチー! 土田王決定戦! 前半」にVTR出演[93]。
- 長嶋トモヒコ（ダーリンハニー）、風藤康二（風藤松原）、武井ドンゲバビー - 第249〜250回「ハッピーバースデーツッチー! 土田王決定戦!」に中継出演[93][94]。
- ジャイアン村上（米村でんじろうサイエンスプロダクション所属） - 第251回「2期生よ! ひとつになろう! もっと知りたい新2期生たち 後半」[95]。

## 放送日程
2015年、2016年、2017年、2018年、2019年、2020年
| 回 | 放送日   | 放送内容                                                   | 備考      |
| -- | -------- | ---------------------------------------------------------- | --------- |
| 1  | 10月5日  | 欅坂46 自撮り自己紹介                                      | [ 注 25 ] |
| 2  | 10月12日 | 欅坂46 自撮り自己紹介                                      | [ 注 25 ] |
| 3  | 10月19日 | 欅坂46 自撮り自己紹介                                      | [ 注 25 ] |
| 4  | 10月26日 | 欅坂46 スタジオ初登場!                                     | [ 注 26 ] |
| 5  | 11月2日  | 欅坂46 スタジオ初登場!                                     |           |
| 6  | 11月9日  | 欅坂46 オリエンテーション夏合宿 潜入レポート!              |           |
| 7  | 11月16日 | 欅坂46 秋の体力測定                                        | [ 注 27 ] |
| 8  | 11月23日 | 欅坂46 秋の体力測定                                        | [ 注 27 ] |
| 9  | 11月30日 | 欅坂46 「お見立て会」潜入レポート! 欅坂46に新メンバー加入! |           |
| 10 | 12月7日  | 欅坂46を掘り下げよう 初めての心理テスト                    |           |
| 11 | 12月14日 | 欅坂46を掘り下げよう 初めての心理テスト                    |           |
| 12 | 12月21日 | 欅坂46 はじめてのリアクションチェック                      |           |
| 13 | 12月28日 | 欅坂46 はじめてのリアクションチェック                      |           |

| 回 | 放送日   | 放送内容                                                                                        | 備考      |
| -- | -------- | ----------------------------------------------------------------------------------------------- | --------- |
| 14 | 1月4日   | 欅坂46 2016書き初め大会                                                                         |           |
| 15 | 1月11日  | 欅坂46 初めての料理チェック                                                                     |           |
| 16 | 1月18日  | 欅坂46 初めての料理チェック                                                                     |           |
| 17 | 1月25日  | ホントはどうなの? メンバーランキング                                                            |           |
| 18 | 2月1日   | 欅坂46 お正月レポート                                                                           |           |
| 19 | 2月8日   | テレビの先輩 土田&澤部兄さんに質問しよう                                                        |           |
| 20 | 2月15日  | メンバーの事をもっと知りたいので家族に緊急アンケート                                            | [ 注 28 ] |
| 21 | 2月22日  | メンバーの事をもっと知りたいので家族に緊急アンケート                                            | [ 注 29 ] |
| 22 | 2月29日  | 欅坂46 ポンコツ女王決定戦 デビューシングル選抜メンバー発表                                      | [ 注 30 ] |
| 23 | 3月7日   | 欅坂46 ポンコツ女王決定戦                                                                       | [ 注 30 ] |
| 24 | 3月14日  | 欅坂46 抜き打ちファッションチェック!                                                            | [ 注 30 ] |
| 25 | 3月21日  | 欅坂46 卒アルコレクション!                                                                      |           |
| 26 | 3月28日  | 欅坂46 デビューシングルキャンペーン 〜芸人の力を借りて多くの人に知ってもらおう!〜               | [ 注 31 ] |
| 27 | 4月4日   | 欅坂46 デビューシングルキャンペーン 〜芸人の力を借りて多くの人に知ってもらおう!〜               | [ 注 32 ] |
| 28 | 4月11日  | 欅坂46 インテリ女王決定戦                                                                       |           |
| 29 | 4月18日  | 欅坂46 頭脳ポンコツ女王決定戦                                                                   |           |
| 30 | 4月25日  | 欅坂46 大声選手権 欅坂46 じぶんヒストリー（長沢菜々香）                                         |           |
| 31 | 5月2日   | メンバーの事はメンバーに聞け! 欅坂46 目安箱アンケート                                           |           |
| 32 | 5月9日   | メンバーの事はメンバーに聞け! 欅坂46 目安箱アンケート                                           |           |
| 33 | 5月16日  | 変わり者は誰だ!? サイレントマイノリティーアンケート                                             |           |
| -  | 5月23日  | 放送休止                                                                                        | [ 注 33 ] |
| -  | 5月30日  | 放送休止                                                                                        | [ 注 34 ] |
| 34 | 6月6日   | 変わり者は誰だ!? サイレントマイノリティーアンケート 欅坂46 じぶんヒストリー（石森虹花、原田葵） | [ 注 35 ] |
| 35 | 6月13日  | インテリ VS おバカちゃん ご褒美争奪バトル 欅坂46 じぶんヒストリー（渡辺梨加）                   | [ 注 35 ] |
| 36 | 6月20日  | インテリ VS おバカちゃん ご褒美争奪バトル                                                       |           |
| 37 | 6月27日  | 欅坂46 じぶんヒストリー（織田奈那、平手友梨奈） 欅坂46 セカンドシングル選抜メンバー大発表!!     |           |
| 38 | 7月4日   | 欅坂46 モノマネ選手権                                                                           |           |
| 39 | 7月11日  | 欅坂46 祝 初ドラマ決定記念 演技力チェック 欅坂46 じぶんヒストリー（土生瑞穂）                   |           |
| 40 | 7月18日  | 欅坂46 祝 初ドラマ決定記念 演技力チェック                                                       |           |
| 41 | 7月25日  | 真夏の激辛クイーン決定戦 欅坂46 じぶんヒストリー（渡邉理佐）                                    |           |
| 42 | 8月1日   | 2ndシングル発売 私の世界には○○しかない!!                                                        |           |
| 43 | 8月8日   | 欅坂46セカンドシングルキャンペーン Twitterを愛で埋め尽くそう!                                   |           |
| 44 | 8月15日  | 2ndシングル発売 私の世界には○○しかない!                                                         | [ 注 36 ] |
| 45 | 8月22日  | 夏っぽさなら負けないぞ! インテリ VS おバカちゃん 夏企画バトル                                   |           |
| 46 | 8月29日  | 夏っぽさなら負けないぞ! インテリ VS おバカちゃん 夏企画バトル                                   |           |
| 47 | 9月5日   | けやき坂46（ひらがなけやき） 徹底解剖!!                                                         |           |
| 48 | 9月12日  | 欅坂46 スタッフアンケート                                                                       |           |
| 49 | 9月19日  | おバカちゃんチーム ご褒美ロケ夏休み満喫ツアー                                                   |           |
| 50 | 9月26日  | わからない事は今のうちに聞いておこう! 欅坂46 じぶんヒストリー（長濱ねる、今泉佑唯）             |           |
| 51 | 10月3日  | わからない事は今のうちに聞いておこう!                                                           |           |
| 52 | 10月10日 | 抜き打ち児嶋チェック!                                                                           | [ 注 37 ] |
| 53 | 10月17日 | 欅坂46 じぶんヒストリー（尾関梨香、小林由依） 欅坂46 3rdシングル選抜発表!!                      |           |
| 54 | 10月24日 | 女性グルメレポーターの椅子を狙え! 欅坂46 食レポチャレンジ!                                      |           |
| 55 | 10月31日 | 祝・1周年記念 今後のことについて考えよう!                                                       |           |
| -  | 11月7日  | 放送休止                                                                                        | [ 注 38 ] |
| 56 | 11月14日 | 欅坂46 秋の大運動会! 欅坂46 じぶんヒストリー（小池美波、守屋茜）                                | [ 注 39 ] |
| 57 | 11月21日 | 欅坂46 秋の大運動会! 欅坂46 じぶんヒストリー（佐藤詩織、志田愛佳）                              | [ 注 39 ] |
| 58 | 11月28日 | 欅坂46 秋の大運動会! 欅坂46 じぶんヒストリー（菅井友香）                                        | [ 注 40 ] |
| 59 | 12月5日  | 3rdシングルキャンペーン どこよりも早く欅坂46の新曲をかけよう!                                   | [ 注 41 ] |
| 60 | 12月12日 | 欅坂46を全国へ広めよう! 3rdシングルキャンペーン in 京都                                         |           |
| 61 | 12月19日 | サンタさんいつまで信じてた? 家族で過ごすクリスマスエピソード大賞!                               |           |
| 62 | 12月26日 | 年末緊急企画! 2016年未発表アンケート大清算SP 欅坂46 じぶんヒストリー（鈴本美愉）                | [ 注 42 ] |

| 回  | 放送日   | 放送内容                                                                                   | 備考      |
| --- | -------- | ------------------------------------------------------------------------------------------ | --------- |
| 63  | 1月9日   | 欅坂46 初ワンマンライブに密着                                                              |           |
| 64  | 1月16日  | 欅坂46 2017書き初め大会 欅坂46 じぶんヒストリー（上村莉菜）                                |           |
| 65  | 1月23日  | お年玉争奪 連帯責任ゲーム!                                                                 |           |
| 66  | 1月30日  | お年玉争奪 連帯責任ゲーム!                                                                 |           |
| 67  | 2月6日   | 秋の大運動会 ご褒美ロケ!                                                                   | [ 注 43 ] |
| 68  | 2月13日  | 澤部を使って理想の告白シミュレーション                                                     |           |
| 69  | 2月20日  | 欅坂46 バレンタインの掟                                                                    |           |
| 70  | 2月27日  | 欅坂46 4thシングル選抜発表!! 欅坂46 じぶんヒストリー（齋藤冬優花、米谷奈々未）             |           |
| 71  | 3月6日   | 欅坂46 メンバーブログチェック                                                              |           |
| 72  | 3月13日  | 欅坂46 メンバーブログチェック もっとみんなに知って欲しい! けやき坂46キャラ解説 by 長濱ねる |           |
| 73  | 3月20日  | もっとみんなに知って欲しい! けやき坂46キャラ解説 by 長濱ねる                               |           |
| 74  | 3月27日  | 欅坂46 ◯◯キャラNO.1決定戦                                                                  | [ 注 44 ] |
| 75  | 4月3日   | 欅坂46 4thシングルキャンペーン                                                             |           |
| 76  | 4月10日  | デビュー1周年 この際だからハッキリさせとこう!                                              | [ 注 45 ] |
| 77  | 4月17日  | デビュー1周年 この際だからハッキリさせとこう!                                              | [ 注 46 ] |
| 78  | 4月24日  | メンバーのあだ名を整理しよう メンバー内の好きを整理しよう                                  | [ 注 46 ] |
| 79  | 5月1日   | けやき坂46 はじめてのリアクションチェック                                                  | [ 注 46 ] |
| 80  | 5月8日   | 長沢くんと渡辺梨加の2人の休日                                                              |           |
| 81  | 5月15日  | 土田&澤部に聞いてみたいこと                                                                | [ 注 47 ] |
| 82  | 5月22日  | 澤部さんをお祝いしよう!                                                                    |           |
| 83  | 5月29日  | 「不協和音」大ヒット御礼! 欅坂46 僕は嫌だ選手権!                                           |           |
| -   | 6月5日   | 放送休止                                                                                   | [ 注 48 ] |
| 84  | 6月12日  | 私だけのツボネタグランプリ                                                                 |           |
| 85  | 6月19日  | 遅くなってごめんなさい バレンタインのお返し お買い物編                                     |           |
| 86  | 6月26日  | 出来ないことは早めに報告! 私コレ無理なんです発表会                                         |           |
| -   | 7月3日   | 放送休止                                                                                   | [ 注 49 ] |
| 87  | 7月10日  | 真の大食いは誰なのか!? 大食いリベンジマッチ                                                |           |
| 88  | 7月17日  | 出来ないことは早めに報告! 私コレ無理なんです発表会                                         |           |
| 89  | 7月24日  | 抜き打ち! カバンの中身チェック                                                             |           |
| 90  | 7月31日  | 私だってロケに行きたい!2人ロケフィーリングカップル                                         | [ 注 47 ] |
| 91  | 8月7日   | 2人ロケフィーリングカップル❤︎菅井と土生がロケして来ました〜                                 |           |
| 92  | 8月14日  | 2人ロケフィーリングカップル❤︎志田と理佐がロケして来ました〜                                 |           |
| 93  | 8月21日  | メンバーが体験 本当にあった怖い話                                                          | [ 注 47 ] |
| 94  | 8月28日  | 欅坂46VSけやき坂46 浴衣でカラオケ対決                                                      | [ 注 50 ] |
| 95  | 9月4日   | 土田さんのお誕生日をお祝いしよう!                                                          |           |
| 96  | 9月11日  | 全国ツアー2017幕張メッセ公演に密着!                                                        |           |
| 97  | 9月18日  | 私の大好きなおじいちゃんおばあちゃん発表会                                                 | [ 注 51 ] |
| 98  | 9月25日  | 私の大好きなおじいちゃんおばあちゃん発表会 欅坂46 5thシングル選抜発表!!                    | [ 注 52 ] |
| 99  | 10月2日  | 新フロントメンバー 石森・尾関・土生のもっと私を掘り下げて!                                 | [ 注 53 ] |
| 100 | 10月9日  | ようこそ欅坂ファミリーへ ひらがなけやき2期生さん、いらっしゃ～い!                          |           |
| 101 | 10月16日 | ようこそ欅坂ファミリーへ ひらがなけやき2期生さん、いらっしゃ～い!                          |           |
| 102 | 10月23日 | 欅坂46 5thシングルヒット祈願!                                                              | [ 注 54 ] |
| 103 | 10月30日 | 欅坂46vsけやき坂46 秋の大運動会!                                                           | [ 注 55 ] |
| 104 | 11月6日  | 欅坂46vsけやき坂46 秋の大運動会!                                                           |           |
| 105 | 11月13日 | 欅坂46vsけやき坂46 秋の大運動会!                                                           | [ 注 56 ] |
| 106 | 11月20日 | ××は○○しちゃうんです発表会                                                                 |           |
| 107 | 11月27日 | 夢の緊急企画! USJロケ選抜オーディション                                                    |           |
| 108 | 12月4日  | 楽しんだ人がNO.1 欅坂46ユニバーサル・スタジオ・ジャパンクイーン決定戦                      |           |
| 109 | 12月11日 | 楽しんだ人がNO.1 欅坂46ユニバーサル・スタジオ・ジャパンクイーン決定戦                      |           |
| 110 | 12月18日 | 2人ロケフィーリングカップル❤︎ねると齋藤がロケして来ました〜                                 |           |
| 111 | 12月25日 | 年末恒例企画 欅坂46 2017年大清算スペシャル 欅坂46ぬいぐるみ企画 絆がNO.1なのは誰だ選手権   | [ 注 57 ] |

| 回  | 放送日   | 放送内容                                                                              | 備考      |
| --- | -------- | ------------------------------------------------------------------------------------- | --------- |
| 112 | 1月8日   | 漢字禁制! けやき坂46だらけの大新年会                                                  | [ 注 57 ] |
| 113 | 1月15日  | 漢字禁制! けやき坂46だらけの大新年会                                                  |           |
| 114 | 1月22日  | 新成人メンバーは大人になれているのか!? 大人度チェック                                 |           |
| 115 | 1月29日  | 新成人メンバーは大人になれているのか!? 大人度チェック                                 |           |
| 116 | 2月5日   | 2人ロケフィーリングカップル 織田と鈴本がロケして来ました 欅坂46 6thシングル選抜発表!! |           |
| 117 | 2月12日  | ひらがな禁制! 漢字だらけの大新年会! 前編                                              | [ 注 58 ] |
| 118 | 2月19日  | ひらがな禁制! 漢字だらけの大新年会! 後編                                              |           |
| 119 | 2月26日  | 欅坂46黒歴史審議会!                                                                   |           |
| 120 | 3月5日   | 6thシングルキャンペーン                                                               |           |
| 121 | 3月12日  | 6thシングルキャンペーン                                                               |           |
| 122 | 3月19日  | 2人ロケフィーリングカップル❤︎上村と尾関がロケして来ました〜                            |           |
| 123 | 3月26日  | 小林と米谷 高校卒業おめでとう企画                                                     |           |
| 124 | 4月2日   | 初告白! 憧れメンバーランキング                                                        |           |
| 125 | 4月9日   | 徹底解明! オダナナはなぜモテるのか?                                                   |           |
| 126 | 4月16日  | 徹底解明! オダナナはなぜモテるのか?                                                   |           |
| 127 | 4月23日  | 欅坂46 企画プレゼン大会                                                               |           |
| 128 | 4月30日  | 欅坂46 企画プレゼン大会                                                               |           |
| 129 | 5月7日   | 欅坂46 料理クイーン決定戦                                                             |           |
| 130 | 5月14日  | 私のこだわりグルメ発表会                                                              |           |
| 131 | 5月21日  | 徹底解明! 長沢くんの生態を知ろう!                                                     | [ 注 59 ] |
| 132 | 5月28日  | ペアロケ争奪バトル                                                                    | [ 注 60 ] |
| 133 | 6月4日   | ペアロケ争奪バトル                                                                    | [ 注 61 ] |
| -   | 6月11日  | 放送休止                                                                              | [ 注 62 ] |
| 134 | 6月18日  | 欅坂46 ガヤ養成講座                                                                   |           |
| 135 | 6月25日  | 目指せ7人ロケ! 全員成功ロケチャンス7                                                  |           |
| 136 | 7月2日   | 夏目前! 理想の告白シミュレーション 私だけの胸キュンポイント発表会                     |           |
| 137 | 7月9日   | 夏目前! 理想の告白シミュレーション 私だけの胸キュンポイント発表会                     |           |
| 138 | 7月16日  | これなら私が欅坂46で一番! 絶対に負けられない戦い! 2018                                |           |
| 139 | 7月23日  | これなら私が欅坂46で一番! 絶対に負けられない戦い! 2018 欅坂46 7thシングル選抜発表!!   |           |
| 140 | 7月30日  | 欅坂46 ワードセンス女王決定戦                                                         |           |
| 141 | 8月6日   | 欅坂46 ワードセンス女王決定戦                                                         |           |
| 142 | 8月13日  | 真夏を乗り切れ! 欅坂美容カウンセリング                                                | [ 注 63 ] |
| 143 | 8月20日  | 欅坂46 野外ライブ欅共和国2018の裏側大公開!                                            |           |
| 144 | 8月27日  | 講座シリーズ第2弾 エピソードトーク講座                                                |           |
| 145 | 9月3日   | 講座シリーズ第2弾 エピソードトーク講座                                                |           |
| 146 | 9月10日  | 祝 土田晃之46歳 お誕生日をお祝いしよう!                                               |           |
| 147 | 9月17日  | 祝 土田晃之46歳 お誕生日をお祝いしよう!                                               |           |
| 148 | 9月24日  | ねると長沢が豪華ご褒美ペアロケをしてきました!                                         | [ 注 64 ] |
| 149 | 10月1日  | 菅井と守屋が豪華ご褒美ペアロケをしてきました!                                         | [ 注 65 ] |
| 150 | 10月8日  | 織田と梨加が豪華ご褒美ペアロケをしてきました!                                         | [ 注 66 ] |
| 151 | 10月15日 | 祝3周年記念 3年前の私へ手紙選手権                                                     |           |
| 152 | 10月22日 | 秋の夜長 私の寝方発表会                                                               |           |
| 153 | 10月29日 | 尾関と理佐がペアロケをしてきました!                                                   | [ 注 67 ] |
| 154 | 11月5日  | 小池と土生がペアロケをしてきました!                                                   | [ 注 68 ] |
| 155 | 11月12日 | 思い出クイズ 忘れてたらショック!                                                      |           |
| 156 | 11月19日 | 思い出クイズ 忘れてたらショック!                                                      | [ 注 69 ] |
| 157 | 11月26日 | 澤部賞大決算ツアー                                                                    |           |
| 158 | 12月3日  | 欅坂46ウルフクイーン選手権                                                            |           |
| 159 | 12月10日 | 欅坂46ウルフクイーン選手権                                                            |           |
| 160 | 12月17日 | 今年の私の漢字発表会 欅坂46 2期生メンバーお披露目                                     | [ 注 70 ] |
| 161 | 12月24日 | 年末恒例企画 欅坂46 2018年大清算スペシャル 齋藤・上村・佐藤の年末大清算トリオロケ     | [ 注 71 ] |

| 回  | 放送日   | 放送内容                                                                                          | 備考      |
| --- | -------- | ------------------------------------------------------------------------------------------------- | --------- |
| 162 | 1月7日   | ついているのはどっちだ!? 菅井VS梨加 年女バトル2019                                                | [ 注 72 ] |
| 163 | 1月14日  | ついているのはどっちだ!? 菅井VS梨加 年女バトル2019                                                |           |
| 164 | 1月21日  | 祝成人 大人ロケツアー!                                                                            |           |
| 165 | 1月28日  | 己の力で掴み取れ 宮城ロケメンバー決定戦! 欅坂46 8thシングル選抜発表!!                             |           |
| 166 | 2月4日   | 己の力で掴み取れ 宮城ロケメンバー決定戦! 後半戦                                                   |           |
| 167 | 2月11日  | ドキドキの初登場 欅坂46 2期生さんいらっしゃい!                                                    |           |
| 168 | 2月18日  | ドキドキの初登場 欅坂46 2期生さんいらっしゃい!                                                    |           |
| 169 | 2月25日  | 欅坂46 8thシングルキャンペーン                                                                    |           |
| 170 | 3月4日   | 守屋&石森プレゼンツ 仙台凱旋ツアー                                                                |           |
| 171 | 3月11日  | 守屋&石森プレゼンツ 仙台凱旋ツアー                                                                |           |
| 172 | 3月18日  | 最近なんか変 土生の生態を知ろう!                                                                  |           |
| 173 | 3月25日  | 2人の絆でクリアせよ! 1期生&2期生ペアダンジョン!                                                   |           |
| 174 | 4月1日   | 2人の絆でクリアせよ! 1期生&2期生ペアダンジョン!                                                   | [ 注 73 ] |
| 175 | 4月8日   | 2期生を掘り下げろ 初めての心理テスト                                                              |           |
| 176 | 4月15日  | 2期生を掘り下げろ 初めての心理テスト                                                              |           |
| 177 | 4月22日  | これなら私が欅坂46で一番! 2期生の絶対に負けられない戦い2019!                                      | [ 注 74 ] |
| 178 | 4月29日  | これなら私が欅坂46で一番! 2期生の絶対に負けられない戦い2019!                                      | [ 注 75 ] |
| 179 | 5月6日   | 仲を深めよう! 1期と2期フィーリングカップル                                                        |           |
| 180 | 5月13日  | 2期生のことをもっとよく知りたい けやかけ恒例 家族アンケート 2期生のおもてなし会                   | [ 注 76 ] |
| 181 | 5月20日  | 2期生のことをもっとよく知りたい けやかけ恒例 家族アンケート 欅坂46 3rd YEAR ANNIVERSARY LIVE      | [ 注 77 ] |
| 182 | 5月27日  | 目指せ全国放送? その前に関西弁を習得しよう!                                                       | [ 注 78 ] |
| 183 | 6月3日   | 帰ってきた! 思い出クイズ 忘れてたらショック!                                                      |           |
| 184 | 6月10日  | 帰ってきた! 思い出クイズ 忘れてたらショック!                                                      |           |
| 185 | 6月17日  | 1期生と2期生がペアロケをしてきました!                                                             | [ 注 79 ] |
| 186 | 6月24日  | 1期生と2期生がペアロケをしてきました!                                                             | [ 注 80 ] |
| 187 | 7月1日   | 欅坂46VSクイズ王バトル                                                                            |           |
| 188 | 7月8日   | 欅坂46VSクイズ王バトル                                                                            |           |
| 189 | 7月15日  | 2期生の悩みを解決しよう!                                                                          |           |
| 190 | 7月22日  | 2期生の悩みを解決しよう!                                                                          | [ 注 81 ] |
| 191 | 7月29日  | 欅共和国2019密着SP                                                                                |           |
| 192 | 8月5日   | たくさんの思い出をありがとう! 長濱ねる卒業式                                                      | [ 注 82 ] |
| 193 | 8月12日  | 2期生の運動能力をチェックしよう!                                                                  |           |
| 194 | 8月19日  | 2期生の運動能力をチェックしよう!                                                                  |           |
| 195 | 8月26日  | 欅坂46 学力ランキング                                                                             |           |
| 196 | 9月2日   | 欅坂46 学力ランキング                                                                             |           |
| 197 | 9月9日   | 9枚目シングル選抜メンバー発表 / 心を一つに選抜メンバー結束力クイズ                                |           |
| 198 | 9月16日  | 勝負の新選抜 勝って勝って勝ち癖をつけよう!                                                        |           |
| 199 | 9月23日  | 勝負の新選抜 勝って勝って勝ち癖をつけよう!                                                        |           |
| 200 | 9月30日  | 殻を破りたい2期生たち                                                                             |           |
| 201 | 10月7日  | 欅坂46 東京ドームライブ密着SP                                                                     |           |
| 202 | 10月14日 | ノブコブ吉村から共演NGを撤回してもらおう!                                                         |           |
| 203 | 10月21日 | 目指せ!共演NG撤回 欅坂46VSノブコブ バラエティゲームバトル                                         |           |
| 204 | 10月28日 | ハロウィンコスプレ 妄想ドラマグランプリ                                                           |           |
| 205 | 11月4日  | 得意ジャンルでクイズバトル! クイズ王リベンジマッチ                                                |           |
| 206 | 11月11日 | 得意ジャンルでクイズバトル! クイズ王リベンジマッチ                                                | [ 注 83 ] |
| 207 | 11月18日 | 2期生が失敗したら1期生がプールに飛び込んだ!                                                       |           |
| 208 | 11月25日 | 2期生が失敗したら1期生がプールに飛び込んだ!                                                       |           |
| 209 | 12月2日  | 喜怒哀楽大賞2019                                                                                  |           |
| 210 | 12月9日  | まだ、やってなかった･･･ 2期生リアクションチェック                                                 |           |
| 211 | 12月16日 | まだ、やってなかった･･･ 2期生リアクションチェック 後半 欅坂46 年末恒例企画 2019年大清算スペシャル |           |
| 212 | 12月23日 | 欅坂46 年末恒例企画 2019年大清算スペシャル 後半                                                   |           |

| 回  | 放送日   | 放送内容                                                                                             | 備考      |
| --- | -------- | --- | --------- |
| 213 | 1月6日   | 2020年私がやりたいこと発表会                                                                         | [ 注 84 ] |
| 214 | 1月13日  | 2020年私がやりたいこと発表会 後半                                                                    | [ 注 85 ] |
| 215 | 1月20日  | 目指せ！減価償却 欅坂46がもっとプールに飛び込んだ!                                                   |           |
| 216 | 1月27日  | 目指せ！減価償却 欅坂46がもっとプールに飛び込んだ! 後半                                              | [ 注 86 ] |
| 217 | 2月3日   | 私の地元にロケに来て! プレゼン大会!                                                                  |           |
| 218 | 2月10日  | 私の地元にロケに来て! プレゼン大会! 後半 義理か? 本命か? バレンタインチョコで1期2期の関係性を知ろう! |           |
| 219 | 2月17日  | 義理か? 本命か? バレンタインチョコで1期2期の関係性を知ろう! 後半                                     |           |
| 220 | 2月24日  | 超緊急企画! 守屋と2期生の仲を深めよう! 前半                                                          |           |
| 221 | 3月2日   | 超緊急企画! 守屋と2期生の仲を深めよう! 後半                                                          | [ 注 87 ] |
| 222 | 3月9日   | まだまだあります! 2期生のこんな一面!                                                                 |           |
| 223 | 3月16日  | 最大高低差21cm はぶ軍VSもりた軍 ホワイトデー争奪バトル                                               |           |
| 224 | 3月23日  | 最大高低差21cm はぶ軍VSもりた軍 ホワイトデー争奪バトル 後半                                          |           |
| 225 | 3月30日  | エイプリルフール直前 第2回ウルフクイーン選手権                                                       | [ 注 88 ] |
| 226 | 4月6日   | ドキドキの初登場!欅坂46 新2期生さんいらっしゃ〜い!                                                   |           |
| 227 | 4月13日  | ごめん、悪かった・・・ 改めて、知りたい!小林由依                                                     | [ 注 89 ] |
| 228 | 4月20日  | 渡辺梨加 パン屋修業の道                                                                              | [ 注 90 ] |
| 229 | 4月27日  | 澤部さんハッピーバースデー特別企画澤部賞チャラバトル                                                 |           |
| 230 | 5月4日   | 澤部さんハッピーバースデー特別企画澤部賞チャラバトル 後半                                            |           |
| 231 | 5月11日  | 同期の絆で勝利をつかめ! 欅坂46 三つ巴対決! 前半                                                      |           |
| 232 | 5月18日  | 同期の絆で勝利をつかめ! 欅坂46 三つ巴対決! 後半                                                      |           |
| 233 | 5月25日  | メンバーが選ぶ！欅って、書けない？傑作選（1）                                                        | [ 注 91 ] |
| 234 | 6月1日   | メンバーが選ぶ！欅って、書けない？傑作選（2）                                                        | [ 注 92 ] |
| 235 | 6月8日   | メンバーが選ぶ！欅って、書けない？傑作選（3）                                                        | [ 注 91 ] |
| 236 | 6月14日  | メンバーが選ぶ！欅って、書けない？傑作選（4）                                                        | [ 注 91 ] |
| 237 | 6月22日  | 欅坂46 リモートゲームパーティー 前半                                                                 | [ 注 91 ] |
| 238 | 6月29日  | 欅坂46 リモートゲームパーティー 後半                                                                 | [ 注 91 ] |
| 239 | 7月6日   | 新2期生に教えておきたい 欅坂46のルール！前半                                                         | [ 注 91 ] |
| 240 | 7月13日  | 新2期生に教えておきたい 欅坂46のルール！後半                                                         | [ 注 91 ] |
| 241 | 7月20日  | 私もください 澤部賞 タイマンバトル                                                                   |           |
| 242 | 7月27日  | 私もください 澤部賞 タイマンバトル （2）                                                             |           |
| 243 | 8月3日   | 私もください 澤部賞 タイマンバトル 完結編                                                            | [ 注 93 ] |
| 244 | 8月10日  | 有美子会長のベル争奪 欅坂46アンラッキー大賞                                                          |           |
| 245 | 8月17日  | 真のお嬢様はどっち? 菅井様 VS 有美子会長                                                             |           |
| 246 | 8月24日  | お嬢様の称号を掴み取れ! 菅井チームVS関チーム ガチンコバトル                                          |           |
| 247 | 8月31日  | 2期生が運動能力チェックやってきました                                                                | [ 注 94 ] |
| 248 | 9月7日   | 2期生が運動能力チェックやってきました 後半                                                           |           |
| 249 | 9月14日  | ハッピーバースデーツッチー! 土田王決定戦! 前半                                                       |           |
| 250 | 9月21日  | ハッピーバースデーツッチー! 土田王決定戦! 後半                                                       |           |
| 250 | 9月21日  | 2期生よ! ひとつになろう! もっと知りたい新2期生たち 前半                                              |           |
| 251 | 9月28日  | 2期生よ! ひとつになろう! もっと知りたい新2期生たち 後半 新グループ名を発表                           |           |
| 252 | 10月5日  | けやかけ大清算SP 前半                                                                                |           |
| 253 | 10月12日 | けやかけ大清算SP 後半                                                                                | [ 注 95 ] |

## 放送時間
| 放送期間                       | 放送日時         | 放送局     | 対象地域   | 備考   |
| ------------------------------ | ---------------- | ---------- | ---------- | ------ |
| 2015年10月5日 - 2020年10月12日 | 月曜 0:35 - 1:05 | テレビ東京 | 関東広域圏 | 制作局 |

年末年始および『世界卓球』・『全仏オープンテニス』といったスポーツ中継が行われるなどの事情がある際は、放送時間を変更したり、放送自体が休止（翌週に延期）したりすることがあった。

## スタッフ
- 企画：秋元康
- ナレーター：庄司宇芽香[1]
- 構成：安部裕之[297]、町田裕章、あないかずひさ、清山智之
- SW：遠山眞史（以前はCAM）
- CAM：横尾暁祥
- VE：石塚英雄
- 音声：宮川康一
- 照明：根建勝広
- タイトル：長澤紀子
- 美術：矢野雄一郎（第175回から）
- デザイン：岡美里（第175回から）
- AC：塩谷達郎（第175回から）
- 大道具：畠山茂、清水愛
- アクリル装飾：國母淳一
- 電飾：下地邦弥
- アレンジ：安藤岳
- メイク：アートメイク・トキ
- 音効：森山顕仁
- 編集：最上昌哉
- MA：秋山栄美子
- 撮影協力：Zeta、プログレッソ、IMAGICA
- 美術協力：フジアール（※クレジット表記無し）、4d
- 協力：Y&N Brothers
- 衣装協力：J.FERRY、原宿シカゴ
- AD：井上翔哉、安井史織、柴田悠輝
- AP：田村奈津季、桑原友香
- ディレクター：白野勝敏、犬飼義啓、佐々部龍太、山本健太、髙畠大地（髙畠→以前はAD）、松本茂之、田口諒（田口→以前はAD）[298]
- プロデューサー：今野義雄、佐野弘明、長尾真[298]
- 制作協力：K-max[298]
- 制作：Seed & Flower合同会社（2018年4月9日放送分以降）

### 過去のスタッフ
- 美術：森つねお（第174回まで）
- デザイン：前田香織（第174回まで）
- 美術進行：奥田裕美、吉居真夏（2人共第174回まで）
- メイク：久木田梨花、野口美礼
- 編集：西川梨沙
- 美術協力：TACreate
- AD：矢田拓也、藤本晃輔、吉高鈴音、大澤寛太
- AP：大友彩奈→松ヶ平杏奈（以前はAD）、稲吉由希子（2016年まで）[298]
- プロデューサー：越路英二（2018年4月2日放送分まで）
- 制作：ソニー・ミュージックレーベルズ[298]（2018年4月2日放送分まで）